# Sadriddin Ayni
Sadriddin Ayni (tadzjikiska Садриддин Айни, persiska صدردين عيني), född 1878, död 1954, var en tadzjikisk (persisk) poet, författare och journalist.
Han föddes i emiratet Bukhara och propagerade för den ryska revolutionen i Uzbekistan och Tadzjikistan.